# أنوال (بوشاوون)
أنوال هي إحدى مشيخات المملكة المغربية، تتبع جغرافيا لإقليم فكيك وإداريًا لبوشاوون. يقدر عدد سكانها بـ 1547 نسمة حسب الإحصاء الرسمي للسكان والسكنى لسنة 2004.